# Han Lammersbrug
De Han Lammersbrug (brug nr. 2202) is een voetganger-en fietsersbrug over het Westerdok in Amsterdam. De brug verbindt de Westerdokskade met het Westerdokseiland, een voormalig rangeerterrein van de NS dat in het begin van de 21ste eeuw herontwikkeld is als woonwijk. De brug is vernoemd naar Han Lammers (1931 - 2000), onder meer voormalig Amsterdams wethouder van stadsontwikkeling. De bewoners van het gebied zijn niet onverdeeld gelukkig met de brug, teneinde een goede doorvaartopening te bewerkstelligen is de brug erg steil, hetgeen bij gladheid glijpartijen met zich meebrengt.